# Port lotniczy Lucapa
Port lotniczy Lucapa – krajowy port lotniczy położony w Lucapie, w Angoli.